# Oxytropis shokanbetsuensis
Oxytropis shokanbetsuensis är en ärtväxtart som beskrevs av Kingo Miyabe och Misao Tatewaki. Oxytropis shokanbetsuensis ingår i släktet klovedlar, och familjen ärtväxter. Inga underarter finns listade i Catalogue of Life.